# 아페닌뒤쥐
아페닌뒤쥐(Sorex samniticus)는 땃쥐과에 속하는 포유류의 일종이다. 이탈리아의 토착종이다.